# Okresní soud Plzeň-sever
Okresní soud Plzeň-sever je okresní soud se sídlem v Plzni, ale s působností pouze pro obce na sever od Plzně. Pro statutární město Plzeň je jako okresní soud zřízen Okresní soud Plzeň-město. Rozhoduje jako soud prvního stupně ve všech trestních a civilních věcech, ledaže jde o specializovanou agendu (nejzávažnější trestné činy, insolvenční řízení, spory ve věcech obchodních korporací, hospodářské soutěže, duševního vlastnictví apod.), která je svěřena krajskému soudu.
Soud se nachází ve zrekonstruované budově s bezbariérovým přístupem v ulici Edvarda Beneše, kde sídlí společně s Okresním soudem Plzeň-jih, Okresním státním zastupitelstvím Plzeň-sever, Okresním státním zastupitelstvím Plzeň-jih a Probační a mediační službou.
Vznikl až v souvislosti s reformou krajů a okresů v roce 1960, do té doby v Plzni působil jednotný Okresní soud v Plzni. Jeho územní působnost byla ale mnohem menší a v dnešním soudním obvodu Okresního soudu Plzeň-sever existovaly samostatné okresní soudy v Kralovicích, Manětíně a Městě Touškově.

## Soudní obvod
Obvod Okresního soudu Plzeň-sever se zcela neshoduje s okresem Plzeň-sever, patří do něj území všech těchto obcí:
Bdeněves •
Bezvěrov •
Bílov •
Blatnice •
Blažim •
Bohy •
Brodeslavy •
Bučí •
Čeminy •
Černíkovice •
Čerňovice •
Česká Bříza •
Dobříč •
Dolany •
Dolní Bělá •
Dolní Hradiště •
Dražeň •
Druztová •
Dýšina •
Heřmanova Huť •
Hlince •
Hněvnice •
Holovousy •
Horní Bělá •
Horní Bříza •
Hromnice •
Hvozd •
Chotíkov •
Chrást •
Chříč •
Jarov •
Kaceřov •
Kaznějov •
Kbelany •
Kočín •
Kopidlo •
Koryta •
Kozojedy •
Kozolupy •
Kožlany •
Kralovice •
Krašovice •
Krsy •
Křelovice •
Kunějovice •
Kyšice •
Ledce •
Líně •
Líšťany •
Líté •
Lochousice •
Loza •
Manětín •
Město Touškov •
Mladotice •
Mrtník •
Myslinka •
Nadryby •
Nečtiny •
Nekmíř •
Nevřeň •
Nýřany •
Obora •
Ostrov u Bezdružic •
Pastuchovice •
Pernarec •
Pláně •
Plasy •
Plešnice •
Pňovany •
Potvorov •
Přehýšov •
Příšov •
Rochlov •
Rybnice •
Sedlec •
Slatina •
Studená •
Štichovice •
Tatiná •
Tis u Blatna •
Tlučná •
Trnová •
Třemošná •
Úherce •
Újezd nade Mží •
Úlice •
Úněšov •
Úterý •
Vejprnice •
Velečín •
Vochov •
Všehrdy •
Všeruby •
Výrov •
Vysoká Libyně •
Zahrádka •
Zbůch •
Zruč-Senec •
Žihle •
Žilov